# Spartan: Total Warrior
Spartan: Total Warrior ist ein Spin-off-Actionspiel der Total-War-Serie, entwickelt von Creative Assembly und veröffentlicht von Sega. Es wurde auf Xbox, PlayStation 2 und GameCube veröffentlicht.
In dem Spiel nimmt der Spieler die Rolle eines spartanischen Kriegers ein und muss in 14 unterschiedlichen Leveln zusammen mit seinen griechischen Verbündeten und dem Kriegsgott Ares gegen das römische Imperium antreten.
Spartan: Total Warrior ist sehr frei im Umgang mit der antiken Mythologie, welche im Spiel nicht korrekt wiedergegeben wird.

## Handlung
Das Spiel findet in der Zeit des Römischen Reiches, während der Regierungszeit des Kaisers Tiberius statt. Das römische Imperium hat Griechenland erobert, aber ein Ort, Sparta, wehrt sich bisher noch erfolgreich gegen die Römer. Die Römischen Soldaten belagern die Stadt und bereiten sich auf den Angriff vor. Der Spartaner (gesteuert vom Spieler) kämpft neben den Spartanern Castor und Pollux um die Verteidigung der Mauern. Da es den Römern nicht gelingt die Stadt zu erobern, sendet der Römische General Crassus Talos einen riesigen Mann aus Bronze um die Mauern der Stadt anzugreifen, diesen zerstört der Spartaner mit den Ballisten der Stadt. In dieser Nacht beauftragt Ares den Spartaner die Schwerter der Athene aus einem gut bewachten Lager der Römer zu holen. Nachdem er die Schwerter der Athene findet, trifft er durch die Hilfe Castors auf Electra, die Prinzessin der Amazonen, und mehrere andere Gefangene. Electra warnt die Spartaner, dass die Römer eine neue, mächtige Waffe haben. Dies erweist sich als richtig, da die Römer durch diese Waffe und der Kraft der Medusa eine ganze Phalanx an Truppen in Stein verwandeln können. Der Spartaner kehrt zu dem Lager zurück, tötet Crassus, zerstört die Waffe, und nimmt den Schild der Medusa an sich.
Ares spricht noch einmal zum Spartaner und beauftragt ihn, nach Troja zu gehen und den Speer des Achilles zu finden, um Sparta zu retten. Er reist mit Castor, Pollux und Electra durch das Ödland, nördlich von Griechenland und rettet dort ein Dorf aus den Händen des Barbaren-Kriegers Beowulf. Er holt sich seinen Hammer, Todesbeißer. Danach steigt der Spartaner allein hinab in die Unterwelt Trojas. Er kämpft sich zu Achilles’ Grab durch. Auf dem Weg begegnet er dem Magier Sejanus, Tiberius’ rechte Hand, der zahlreiche Skelette und untote Trojaner in den Kampf gegen den Spartaner schickt. Nach dem Erreichen des Grabes, muss der Spartaner gegen seinen Nemesis, eine exakte Kopie seines Ichs, welcher die gleichen Fähigkeiten hat und jede Bewegung des Spartaners kennt, kämpfen. Der Spartaner überlebt wieder und trägt den Speer mit dem sein Nemesis bewaffnet war. Er kämpft sich einen Weg aus der Unterwelt, findet seine Verbündeten wieder, verlässt die Stadt und tötete die Hydra, die vor dem Ausgang wacht. Doch die Spartaner erfahren von Sejanus, dass Sparta in ihrer Abwesenheit von den Römern vernichtet wurde.
Dem Spartaner ist bewusst, dass Tiberius getötet und sein Reich gestoppt werden müssen. Er reist nach Athen, wo er den Wissenschaftler Archimedes trifft und führt den athenischen Widerstand gegen die Römer an. Der Spartaner aktiviert Archimedes’ Erfindung, das Auge Apollos, um das Licht der Sonne zu einem einzigen Strahl zu Bündeln, welcher alles zerstört auf das er trifft. Mit diesem Strahl tötet er den untoten Drachen Sejanus'. Sejanus tötet Pollux und verwandelt ihn in einen Untoten Diener, den Castor im Kampf erlöst. Der Spartaner kämpft gegen Sejanus und tötet ihn.
Nachdem er Athen verlässt, reist der Spartaner nach Rom. Dazu muss er die Tore des Saturn durchqueren, eine Festung in den Alpen. Dort trifft er wieder auf, den von den Toten zurückgekehrten, Sejanus. Bevor er schließlich Sejanus tötet, tötet der Spartaner dessen Priesterinnen, die Quelle seiner Macht. Der Spartaner geht weiter nach Rom, wo er plant Tiberius zu töten. Der Spartaner schreitet durch die Kanalisation, um in die Stadt zu kommen, während die anderen auf der Oberfläche zum Kolosseum reisen, wo Tiberius an einer großen Veranstaltung teilnimmt. Nach der Tötung des Minotaurus gelingt es dem Spartaner die Oberfläche zu erreichen. Da die Freunde des Spartaners entdeckt wurden, mussten sie die Bomben, die Tiberius töten sollten, verfrüht zünden. Infolgedessen überlebte Tiberius. Der Spartaner rettet Electra und Castor und macht sich auf den Weg zu Tiberius. Dieser fällt aus dem Stand und stirbt. Der Spartaner macht sich auf den Weg in die Arena, wo er den wahren Antagonisten der Geschichte trifft: Ares, der ihm die Wahrheit erklärt.
Der Spartaner, der nie seine eigene Identität kannte, ist in Wirklichkeit der Sohn einer Dienerin Aphrodites und Ares. Ares tötete die Dienerin, deshalb wurde er von den Göttern verstoßen. Dem Spartaner hatten sie alle Erinnerungen an seine Vergangenheit entfernt, und mit seinen übermenschlichen Kräften zu den Spartanern geschickt. Er wurde vor Ares versteckt, der ihn töten wollte. Ares hatte dazu beigetragen, dass die Römer Griechenland eroberten, um den Spartaner nach Rom zu locken. Der Spartaner tötet Ares in einem letzten Kampf und die Geschichte endet.

## Spielprinzip
Spartan: Total Warrior bietet ein sehr schnelles Hack-und-Slash Gameplay. Es sind dabei zwei wichtige Angriffsarten zu unterscheiden: zentrierte Angriffe gegen einen Gegner und ausschweifende Angriffe gegen mehrere. Der zentrierte Angriff ist schnell und verursacht hohen Schaden; der Ausschweifende ist langsamer mit mäßigem Schaden.
Je weiter man im Spiel voranschreitet, desto mehr Waffen stehen zur Verfügung. In Spartan: Total Warrior stehen folgende Waffenarten zur Verfügung: Schwert und Schild, Pfeil und Bogen, ein Hammer (Todesbeißer), sowie ein Speer (Speer von Achilles). Für die Waffen im Spiel stehen folgende Verbesserungen zur Verfügung: ein Upgrade für Schwert und Schild (Der Schild der Medusa), zwei besondere Schwerter (Schwerter der Athene) und ein Upgrade für den Bogen. Jede dieser Waffen verfügt über gute und schlechte Eigenschaften. Die Schwerter der Athene sind sehr schnell, verursachen aber nur eine moderate Höhe an Schaden; Todesbeißer verursacht hohen Schaden, ist aber sehr langsam; der Speer des Achilles ist mäßig schnell und eine gute Allround-Waffe. Neben dem Nahkampf-Angriff kann der Spieler seine Feinde auch mit Pfeil und Bogen und begrenzter Munition ausschalten. Weiterhin ist es noch möglich, die „Macht der Götter“ zu nutzen. Diese wird durch einen blauen Tank repräsentiert, der sich langsam füllt; jede Waffe hat eine besondere magische Kraft. Ein weiteres wichtiges Merkmal des Spiels ist, dass der Spartaner nach einer bestimmten Anzahl von Attacken Adrenalin bekommt. Dieses Adrenalin kann verwendet werden, um wirkungsvolle Wut-Angriffe auszuführen.
Der Spartaner bekommt außerdem die Hilfe befreundeter NPCs, die ihn bei seinen Kämpfen unterstützen. Er agiert dabei als Anführer, welchem die Soldaten folgen.

## Verbündete und Feinde
Bündnispartner
- Castor und Pollux
- Electra
- König Leonidas

Feinde
- Crassus
- Beowulf
- Sejanus
- Tiberius
- Ares

Mystische Kreaturen
- Talos
- Medusa
- Gigantes
- Minotaurus
- Hydra
- Ladon